# Mon autobiographie spirituelle
Mon autobiographie spirituelle, est un ouvrage publié en 2009, compilé par Sofia Stril-Rever des discours et interviews du 14e Dalaï Lama.

## Description
Le livre est une compilation de textes inédits du Dalaï Lama, qui est accompagnée de commentaires du traducteur et collaborateur du dalaï-lama, Sofia Stril-Rever,. Initialement, le livre a été publié en français et en 2010, a été traduit et publié en anglais et en russe.
Le titre « Mon autobiographie spirituelle » peut être un peu trompeur, car le livre ne ressemble pas à une autobiographie,. L'ouvrage identifie 3 caractéristiques - tout en montrant la cohérence interne des vues du dalaï-lama dans leur développement temporel, et de la continuité de ces points de vue -. sa motivation compassionnée, son absence d'estime de soi et sa flexibilité d'esprit.
Le livre se compose de trois parties. Dans la première - sont considérés comme des questions universelles dans le second - le Dalaï Lama comme un moine bouddhiste, a exprimé ses espoirs pour la transformation spirituelle du monde grâce à la transformation de l'esprit de chaque personne, et la troisième - l'histoire du Dalaï Lama maître spirituel du peuple tibétain et de sa vie en exil.
Le livre se termine par un poème Ne perds jamais espoir !, inspiré par le Dalaï Lama a l'écrivain américain Ron Whitehead (en) en 1994,.

## Référence
1. 1 2  (en) Christian G., « Spiritual Living », Library journal, 11 juin 2010 (consulté le 12 janvier 2013)
2. 1 2 3  (en) Mooney J., « The Dalai Lama's Spiritual Journey », AARP The Magazine, 9 décembre 2010 (consulté le 12 janvier 2013)
3. 1 2  (en) Paine J., « The forging of a holy man », The Washington Post, 23 janvier 2011 (consulté le 12 janvier 2013)
4. ↑  (en) Ron Whitehead, The Story Behind the Ron Whitehead poem "Never Give Up"